# Boronia tetrandra
Boronia tetrandra es una especie de arbusto perteneciente a la familia de los cítricos. Es originaria de Australia.

## Descripción
Es un arbusto erecto que alcanza un tamaño de  0.1-1 (-1.5) m de altura. Las flores de color verde-crema-amarillo o rojo oscuro. 

## Distribución y hábitat
Florece en mayo o julio a octubre en suelos de arena o arcilla, en afloramientos de granito, dunas costeras y acantilados de piedra caliza en Australia Occidental.

## Taxonomía
Boronia tetrandra fue descrita por Jacques Julien Houtton de La Billardière y publicado en Novae Hollandiae Plantarum Specimen 1: 98, en el año 1805.
Sinonimia
- Boronia bicolor Turcz.
- Boronia tetrandra var. laricifolia Hook.[3]
- Boronia tetrandra var. bicolor (Turcz.) Ewart
- Boronia psoraleoides DC.[4]